# Czy zabiłbyś dziecko?
Czy zabiłbyś dziecko? (hiszp. ¿Quién puede matar a un niño?) – hiszpański horror z 1976 roku w reżyserii Narcisa Ibáñeza Serradora, zrealizowany na podstawie powieści El juego de los niños Juana Joségo Plansa.

## Fabuła
Film rozpoczyna się zdjęciami dokumentalnymi przedstawiającymi tragedię dzieci w obozie koncentracyjnym w Auschwitz, w czasie wojny koreańskiej, wojny wietnamskiej i wojny w Nigrze. Ta część filmu jest czarno-biała. Ciąg dalszy jest nakręcony w kolorze.
Na plaży jedno z dzieci bawiących się w morzu znajduje ciało kobiety z poderżniętą szyją. Ciało zostaje zabrane i odwiezione karetką mijaną autobus, w którym podróżuje angielskie małżeństwo – Tom i Evelyn, będąca w ciąży z trzecim dzieckiem. Po dojechaniu do miasteczka Benavis para szuka wolnego miejsca w hotelu, ale nie ma wolnych pokojów. Wynajmują pokój na kwaterze. W miasteczku trwa fiesta. Evelyn chcąc zrobić zdjęcie mężowi, idzie z nim do sklepu, żeby kupić film. W sklepie jest włączony telewizor przedstawiający dokument podobny do tego ze wstępu. Sprzedawca mówi komentując program, że świat jest szalony, a za to szaleństwo najdrożej płacą dzieci śmiercią i głodem.
Na drugi dzień para wynajmuje łódkę i płynie cztery godziny na wyspę Almanzora, gdzie zamierzają spędzić piętnaście dni. Po dopłynięciu do portu napotykają grupkę milczących chłopców. Para idzie w głąb miasteczka, które wydaje się opuszczone. W barze wydaje się, że mieszkańcy opuścili miasto w pośpiechu, gdy na włączonym rożnie obracają się zupełnie już spalone kurczaki. Para usiłuje wywołać kogoś, ale nikogo nie ma. Tom parodiując kelnera przynosi do stolika jedzenie i picie. W pewnym momencie zauważa chłopca, który łowił ryby w porcie. Wychodzi do niego na ulicę, ale chłopiec ucieka. Goniąc go mężczyzna wbiega w uliczkę. Chłopca nie ma, ale spostrzega dziewczynę, która zabija laską starszego mężczyznę. Tom przegania ją, ale starcowi nie można już pomóc.
W tym czasie Evelyn pozostaje w barze. W pewnym momencie przychodzi dziewczynka, która nie odpowiada na pytania kobiety. Jedynie mówi, że nazywa się Lourdes. Dziewczynka przytula się i głaszcze kobietę po ciężarnym brzuchu. Nie mówiąc słowa wychodzi z baru. Tymczasem Tom zagląda do kolejnych domów. W pewnym momencie słyszy śmiech dzieci. Idzie za nim i przez uchylone drzwi widzi jak dzieci bawią się w piñatę ciałem zabitego starca. Zamiast pałki używają sierpa. Wraca do baru, nie chce powiedzieć żonie co widział, kluczy. Tom odbiera dzwoniący w barze telefon, ale nie rozumie mówiącej po niemiecku kobiety.
W końcu para trafia do opuszczonego hotelu. Tutaj spotykają przerażonego rybaka, który w końcu mówi im, co się stało. W pewnym momencie dzieci zebrały się grupę i idąc od domu do domu zabijały mieszkańców. Na pytanie dlaczego nikt nie zareagował, odpowiada pytaniem: Kto może zabić dziecko? Ponownie dzwoni telefon od niemieckojęzycznej kobiety. Rybak mówi, że może kobieta jest w centralce telefonicznej na poczcie. Tom biegnie tam, ale kobieta już nie żyje. Wraca do żony i rybaka. Nagle słychać płacz dziewczynki. Przychodzi i mówi, że z ciocią i babcią stało się coś strasznego. Okazuje się, że to córka rybaka, który z nią wychodzi. Para widzi rybaka skręcającego z dziewczynką w boczną uliczkę. Za chwilę słychać krzyk rybaka.
Para decyduje, że trzeba uciekać. W ostatniej chwili udaje im się uciec przed goniącymi ich dziećmi wsiadając do Land Rover Santana 88'' Series III. Jadą na drugą stronę wyspy i trafiają tam na dom rybaka, ale przed nim bawi się czworo dzieci. Decydują się podejść, dopiero gdy widzą wychodzącą z domu kobietę. Mówi im ona, że mąż popłynął w morze i wróci wieczorem, nie ma więc możliwości ucieczki z wyspy. Dzieci kobiety zachowują się całkowicie normalnie. W pewnym momencie pojawiają się dzieci ścigające parę. Podchodzą do dzieci kobiety i bez słowa, niby telepatycznie, dokonują przemiany czwórki dzieci.
Para wsiada do samochodu i kieruje się do portu. Jednak w miasteczku dzieci blokują przejazd. Tom jest zdecydowany przejechać je, ale Evelyn szarpie kierownicę. Para ucieka do pobliskiego komisariatu i chowa się w areszcie. Dzieci usiłują wyważyć drzwi, a jedno z mniejszych dzieci wspina się do okna i mierzy do Evelyn z rewolweru. Nie ma jednak dość siły, by jedną ręką strzelić. Tom słysząc szczęk metalu odwraca się i strzela do dziecka. W tym momencie dzieci odchodzą. W nocy Evelyn budzi się z krzykiem. Mówi, że płód usiłuje ją zabić. Pod wpływem spotkania z Lourdes w barze, płód staje się jednym z tajemniczych dzieci. Evelyn umiera.
Tom wybiega z komisariatu z pistoletem maszynowym w ręku i zabija serią kilkoro z dzieci blokujących uliczkę. Ucieka do portu, ale zanim uruchomi silnik łodzi, dzieci wskakują do niej. Tom uderza je wiosłem W tym momencie nadpływa łodzią straż wybrzeża. Widząc Toma uderzającego dzieci, strzela do niego, który martwy wpada do wody. Strażnicy schodzą na ląd. Któreś z dzieci woła do widzenia. Policjant odwraca się i widzi, jak dzieci wynoszą z łodzi policyjnej broń. Jeden z chłopców strzela do policjantów. Film kończy się, gdy dzieci płyną małymi grupkami z wyspy na ląd. Dziewczynka mówi do chłopca, że tam też są dzieci, które tak chcą się bawić.

## Obsada
- Lewis Fiander jako Tom
- Jesús Nieto jako Tom (głos)
- Prunella Ransome jako Evelyn
- Elsa Fábregas jako Evelyn (głos)
- Luis Ciges jako Enrique Amoros
- Ángel Ter jako Enrique Amoros (głos)
- Antonio Iranzo jako rybak
- Marisa Porcel jako matka na farmie
- Ana Maria Simón jako matka na farmie (głos)
- Javier de la Cámara jako przywódca dzieci
- Maria Druille jako córka rybaka
- Selica Torcal jako córka rybaka (głos)
- Irene Guerrero de Luna jako właścicielka kwatery
- Fabián Conde jako pracownik sklepu fotograficznego
- Miguel Narros jako strażnik wybrzeża
- José Moratalla jako recepcjonista w biurze podróży
- Rafael de Penagos jako agent w biurze podróży

Źródło:

## Produkcja
Film został oparty na powieści Juana Joségo Plansa pt. El juego de los niños i zaadaptowany w ciągu czterech dni przez Narcisa Ibáñeza Serradora.
Główną rolę w filmie miał zagrać Anthony Hopkins, ale grał w tym czasie w innym filmie. Początkowo Tom i Evelyn mieli rozmawiać ze sobą po angielsku, aby podkreślić poczucie izolacji i braku komunikacji, którą czują zamknięci na wyspie, gdzie dzieją się dziwne rzeczy. Spowodowałoby to, że większość filmu musiałaby mieć hiszpańskie napisy. Dlatego aktorzy zostali zdubbingowani.
Zdjęcia kręcono w Almuñécar (prowincja Grenada), na Minorce (Baleary), w Sitges (prowincja Barcelona) oraz w Ciruelos (prowincja Toledo). 
Scenę piñaty, do której dzieci używają ciała zabitego mężczyzny, kręcono w dwóch częściach. Osobno kręcono bawiące się dzieci, a osobno sceny z martwym ciałem.